# Friedrich Wilhelm Karl Müller
Friedrich Wilhelm Karl „F.W.K.“ Müller (* 21. Januar 1863 in Neudamm, Kreis Königsberg, Neumark; † 8. April 1930 in Berlin) war ein deutscher Orientalist, insbesondere Iranist und Turkologe. Er war Vorreiter bei der Erforschung parthischer, manichäisch-mittelpersischer, sogdischer und alttürkischer Texte. Von 1906 bis 1928 war er Direktor der Ostasiatischen Abteilung des Museums für Völkerkunde in Berlin.

## Leben
Nach dem Besuch des Französischen Gymnasiums in Berlin, das er als Jahrgangsbester abschloss, begann er im Wintersemester 1883/1884 das Studium der Theologie an der Berliner Universität. Bald wechselte er jedoch zur Orientalistik und befasste sich insbesondere mit dem Arabischen, Chinesischen und Syrischen. Während des Studiums schloss er sich der Landsmannschaft Guilelmia an. Seit 1887 war Müller wissenschaftlicher Mitarbeiter am Königlichen Museum für Völkerkunde in Berlin. Er wurde 1889 an der Universität Leipzig zum Dr. phil. promoviert. Thema seiner Dissertation war die syrische Chronologie des Simeon Šanqlâwâjâ aus dem 12./13. Jahrhundert, begutachtet wurde sie von Ernst Windisch, Friedrich Delitzsch und Georg von der Gabelentz. Von der Museumsleitung wurde er anschließend auf eine längere Reise nach China, Korea und Japan geschickt, um sein theoretisches Wissen durch aktuelle Eindrücke zu ergänzen. Müller wurde 1896 zum Direktorialassistenten des Museums (unter Adolf Bastian) ernannt. 
Er eignete sich immer mehr Sprachen, Japanisch, Koreanisch, Malaiisch, Samoanisch sowie die Sprache der Batak an, um in die Kultur dieser Völker einzudringen. Ihm gelang die Entzifferung der infolge der Turfan-Expeditionen von Albert Grünwedel und Albert von Le Coq ab 1903 nach Berlin gebrachten mittelpersischen, sogdischen und alttürkischen Handschriftenreste. Von 1906 bis 1928 war Müller Direktor der Ostasiatischen Abteilung des Berliner Völkerkundemuseums. Zu seinen akademischen Schülern zählen der Iranist Wolfgang Lentz und die Turkologin Annemarie von Gabain.

## Werke
Ab 1904 publizierte Müller hauptsächlich in den Abhandlungen und Sitzungsberichten der Preußischen Akademie der Wissenschaften, deren ordentliches Mitglied er seit 1906 war. Einige dieser Studien wurden als separate Monografien veröffentlicht. So publizierte er unter anderem zu Handschriften-Resten in syrischer Estrangelo-Schrift aus Turfan, Bruchstücken aus dem Neuen Testament und anderen christlichen sowie buddhistischen Texten in sogdischer Sprache, die in der Spätantike und im frühen Mittelalter in Mittelasien entlang der Seidenstraße verbreitet war.
Dem manichäischen, christlichen, hauptsächlich aber buddhistischen alttürkischen bzw. uigurischen Schrifttum wandte sich Müller mit seiner 1908 begonnenen Reihe Uigurica zu, deren 4. Folge 1931 von Annemarie von Gabain aus dem Nachlass herausgegeben wurde.

## Würdigung
„Ein ganz Großer ist mit F.W.K. Müller dahingegangen, wie ihn ein Jahrhundert der Forschung nur einmal schenkt, ein Universalist, ein anderer Humboldt, wie man ihn wohl einmal nannte.“

„F. W. K. Müller vom Ethnologischen Museum in Berlin, allgemein bekannt als F. W. K., schien auf dem Gebiet der Sprachen und Religionen ein fast allumfassendes Wissen zu besitzen. Es gab keine Sprache, von der ich feststellte, dass er sie nicht mit Leichtigkeit hätte lesen können.“